# Бойко, Леонид Агафонович
Леонид Агафонович Бойко (1909, Москва — 1980, там же) — советский учёный-механик и педагог высшей школы.
Внёс значительный вклад в решение различных проблем прикладной механики, в годы Великой Отечественной войны провёл большую работу по повышению боевой живучести самолётов, в послевоенные годы занимался решением ряда задач военной и гражданской тематики. Организатор высшего образования, один из первых преподавателей механико-математического факультета МГУ (с 1933 года). С 1941 по 1957 год находился на военной службе, потом вернулся к педагогической работе. Состоял членом ВКП(б)/КПСС.

## Биография
Родился 10 апреля 1909 года в Москве в рабочей семье. Отец, Агафон Иванович Бойко, работал стрелочником на Ярославской железной дороге, мать, Екатерина Петровна, — на конфетной фабрике (впоследствии — имени П. И. Бабаева). Леонид был старшим сыном, имел брата Бориса и сестру Елизавету. Рано, в 8 лет, после смерти отца начал работать, чтобы помогать семье. Способности к обучению точным наукам проявил в детстве и с 1923 года обучался в опытно-показательной школе-интернате имени П. Н. Лепешинского (находилась в Москве, 2-й Обыденский переулок, д. 9). Школьником заинтересовался авиацией и занимался в авиамодельном кружке.
В 1928 году поступил на физико-математический факультет Московского университета.
В 1932 году окончил университет, с 1932 по 1935 год учился в аспирантуре Института математики и механики МГУ (первый набор аспирантов по специальности механика). Однокурсниками были А. А. Космодемьянский, С. М. Тарг, И. Ф. Ливурдов, П. В. Мясников, Г. И. Двухшерстов, Н. А. Слёзкин. С 1931 года преподавал, ассистент кафедры аналитической геометрии МГУ.
В 1935 году защитил диссертацию на соискание учёной степени кандидата физико-математических наук, занял должность доцента кафедры теоретической механики МГУ. Принимал активное участие в организации механико-математического факультета МГУ (1933), работал заместителем декана факультета и учёным секретарём НИИ механики. Начал сотрудничать в ЦАГИ, где занимался вопросами подводной баллистики, в ВИАМе и НИИ ВВС решал задачи повышения живучести боевых самолётов, работал над созданием авиационной брони, проектировал топливные баки, системы нейтральных газов. С 1937 года — член Государственной комиссии по приёмке самолётов.
19 августа 1941 года добровольцем поступил на военную службу в Красную Армию, до 1946 года работал в НИИ ВВС КА МВО ведущим инженером. За работы по повышению боевой живучести самолётов в 1944 году награждён Орденом Красной Звезды. В 1942 году вступил в члены ВКП (б).
В 1946 году переведён в ВВИА им. Н. Е. Жуковского, старший преподаватель. Был заместителем начальника кафедры теоретической механики. Сотрудничал также в НИИ МСХМ (впоследствии НИИ ТП), продолжал работы по подводной баллистике. В 1954 году защитил диссертацию на соискание учёной степени доктора технических наук. В 1957 году демобилизован по состоянию здоровья.
В июне 1957 года занял должность и. о. заведующего кафедрой теоретической механики МИИГС Мосгорисполкома. После объединения двух московских строительных вузов в МИСИ им. В. В. Куйбышева возглавил кафедру теоретической механики МИСИ. Сотрудничал в НИИ АС, вёл работы по созданию средств спасения экипажей ВКС. С 1967 года переключился на лифтовую тематику, занимался вопросами влияния внешних динамических воздействий на элементы конструкции лифта.
Большое внимание уделял подготовке высококвалифицированных специалистов. Выступил научным руководителем более 50 аспирантов и соискателей, в их числе заслуженные преподаватели МИСИ В. Ф. Яковлев и С. Ю. Бархаев, руководил молодыми учёными из Китая, Вьетнама, Болгарии, Германии. Принцип оценки уровня знаний студента экзаменующим формулировал так : «Если студент объяснит вопрос так, что тебе всё станет понятно, ставь положительную оценку». Автор учебных пособий.
Член Научно-методического совета по теоретической механике при Минвузе СССР.
Ушёл из жизни в 1980 году.

## Личная жизнь
Жена — Нисса Аликберовна. Дочери — Людмила, Галина, Софья.